# Казахгейт
Казахгейт — корупційний скандал навколо Джеймса Гіффена, американського бізнесмена та колишнього радника Президента Республіки Казахстан Нурсултана Назарбаєва.

## Опис
У квітні 2003 року американські прокурори звинуватили Гіффена в дачі хабара Назарбаєву та Нурлану Балгімбаєву, колишньому прем'єр-міністру Республіки Казахстан, з метою забезпечення контрактів на нафту Тенгізського родовища для західних компаній у 1990-х роках. Джеймс Гіффен був заарештований в аеропорту Нью-Йорка при спробі сісти на літак до Парижа, хоча пізніше стало відомо, що він не збирався тікати з країни — у нього був зворотній квиток, і це було звичайною запланованою діловою поїздкою. Прокурором Південного округу Нью-Йорка йому було пред'явлено звинувачення у порушенні Закону про іноземну корупцію 1977 року та відмиванні грошей. У ньому був казахстанський дипломатичний паспорт, хоча подвійне громадянство заборонено законами Республіки Казахстан. Прокуратура також звинуватила Браяна Вільямса III, колишнього керуючого нафтової компанії Mobil у ухиленні від сплати податків, пов'язаних з «відкатами» виплаченими під час ведення бізнесу в Казахстані.
Скандал із Гріффеном викликав серйозну дипломатичну напругу між США та Казахстаном через те, що Казахстан займав ключові позиції в регіональній військовій кампанії США, розпочатій проти міжнародного тероризму. У ті роки казахстанська сторона надавала американським військово-повітряним силам право прольоту та аварійної посадки на своїй території. У зв'язку з цим представники казахстанської сторони в американському суді заявили, що для збереження стратегічного партнерства між країнами американцям доведеться утриматися від звинувачень на адресу президента М. Назарбаєва. Також було зазначено, що судові розгляди щодо Д. Гріффена розглядатимуться казахстанськими офіційними особами як внутрішня справа Америки щодо громадянина США. Проте у березні 2004 року американська прокуратура оголосила імена двох причетних до корупційної змови високопосадовців Казахстану. Ними виявилися президент Назарбаєв та екс-міністр Нурлан Балгімбаєв. Назарбаєв заперечував свою причетність до цієї справи і в травні 2004 заявив, що не вважає можливим давати коментарі з цього приводу.
Лінія захисту полягала в тому, що Гіффен докладно інформував ЦРУ про свої дії, діяв із відома та санкції влади США, і тому згідно із законом непідсудний. Прокуратура не заперечувала довірчих зносин Гіффена з урядовими органами США, але зазначала, що він ніколи не був їхнім співробітником, ніколи не вводив їх у курс схем, що йому інкримінуються, і не отримував їх згоди на сумнівні фінансові операції. Одночасно припинення справи намагалися досягти кількох впливових лобістських фірм у Вашингтоні.
У травні 2007 року Казахстан та США дійшли деякого примирення. Уряд Казахстану визнав існування кількох рахунків у швейцарських банках і погодився передати всі кошти на дитячу благодійність. В обмін американська сторона обіцяла припинити подальше розкручування цього інциденту. Незважаючи на те, що казахстанська влада заперечувала свою причетність до отримання хабарів, наукова спільнота вважає, що участь у конфіскації цих грошей стала неявним визнанням своєї провини.
2010 року Гіффена засудили до штрафу в 25 доларів. Посилаючись на бачені ним секретні документи, суддя назвав Гіффена «патріотом своєї країни», який «був джерелом інформації для американського уряду» і який уже поніс достатню кару, враховуючи проведену у в'язниці ніч та багатомільйонні судові витрати.
З 2008 по 2014 рік, за рахунок коштів по рахунках у швейцарських банках, у Казахстані діяв громадський фонд «Бота», який видавав гранти на дитячу освіту.
Спостерігачі США були шоковані подібним результатом справи. Після кількох місяців консультацій казахське керівництво погодилося відкрити кілька повітряних коридорів над своєю територією для перевезення військових вантажів для американського угрупування в Афганістані.